# Хаусман, Джерри
Джерри Хаусман (англ. Jerry A. Hausman; 5 мая 1946, Уиртон, Западная Виргиния) — американский экономист.
Бакалавр искусств (1968) Брауновского университета; бакалавр философии (1972) и доктор философии (1973) Оксфордского университета. Преподает в Массачусетском технологическом институте (с 1972; профессор с 1979). Награждён медалями Фриша (1980) и Дж. Б. Кларка (1985). Основные направления научных интересов Хаусмана: эконометрика, государственные финансы и регулирование, прикладные модели в микроэкономике.

## Основные произведения
- «Эффект налогов в предложении труда» (The Effect of Taxes on Labor Supply, 1981);
- «Подоходный налог и социальное страхование в Китае» (Income Taxation and Social Insurance in China, 1990).